# Горне Орешани
Горне Орешани (на словашки: Horné Orešany) е село в окръг Търнава, Търнавски край, западна Словакия. Населението му е 1919 души.
Разположено е на 200 m надморска височина, на 16 km северозападно от град Търнава. Площта му е 21,57 km². Кмет на селото е Марек Богачек.